# Ophthalmitis diurnaria
Ophthalmitis diurnaria là một loài bướm đêm trong họ Geometridae.